# David Friedgood
David Friedgood (ur. 11 lipca 1946 w Kapsztadzie) – południowoafrykański szachista, jedyny w historii tego kraju medalista szachowych olimpiad, reprezentant Anglii od 1977 roku.

## Kariera szachowa
Od połowy lat 60. do połowy 70. XX wieku należał do ścisłej czołówki szachistów Republiki Południowej Afryki. W latach 1967, 1971 i 1973 trzykrotnie zdobył tytuły indywidualnego mistrza kraju. Pomiędzy 1964 a 1974 czterokrotnie (w tym 3 razy na I szachownicy) reprezentował narodowe barwy na szachowych olimpiadach, największy sukces odnosząc w 1964 r. w Tel Awiw, gdzie za wynik 10 pkt w 12 partiach na IV szachownicy otrzymał złoty medal. W 1972 r. był uczestnikiem rozegranego w Caorle turnieju strefowego, dzieląc  VII-X miejsce wspólnie z Juanem Manuelem Bellónem Lópezem, Sarkisem Bohosjanem i Arturo Pomarem Salamanką.
Po zmianie obywatelstwa występował praktycznie wyłącznie w turniejach organizowanych w Wielkiej Brytanii, przede wszystkim w rozgrywkach drużynowych 4NCL, a jego aktywność turniejowa stopniowo malała, przechodząc na zainteresowanie rozgrywkami w rozwiązywaniu zadań szachowych (ang. solving), w których osiągnął poziom mistrza międzynarodowego oraz wielokrotnie zdobywał medale drużynowych mistrzostw świata (w tym trzykrotnie złote, w latach 1986, 1990 oraz 2007). Na liście rankingowej zawodników solvingu w dniu 1 kwietnia 2013 r. zajmował 75. miejsce na świecie, z wynikiem 2354 punktów.
Najwyższy ranking w karierze osiągnął 1 stycznia 1980 r., z wynikiem 2335 punktów dzielił wówczas 34-37. miejsce wśród angielskich szachistów.
W 1995 r. wydał wspólnie z Jonathanem Levittem książkę Secrets of Spectacular Chess (Batsford Chess Library, ISBN 0-8050-3901-5). Drugie wydanie tej książki ukazało się w 2008 r. nakładem wydawnictwa Everyman Chess (ISBN 978-1-85744-551-0).